# Claude Pivi

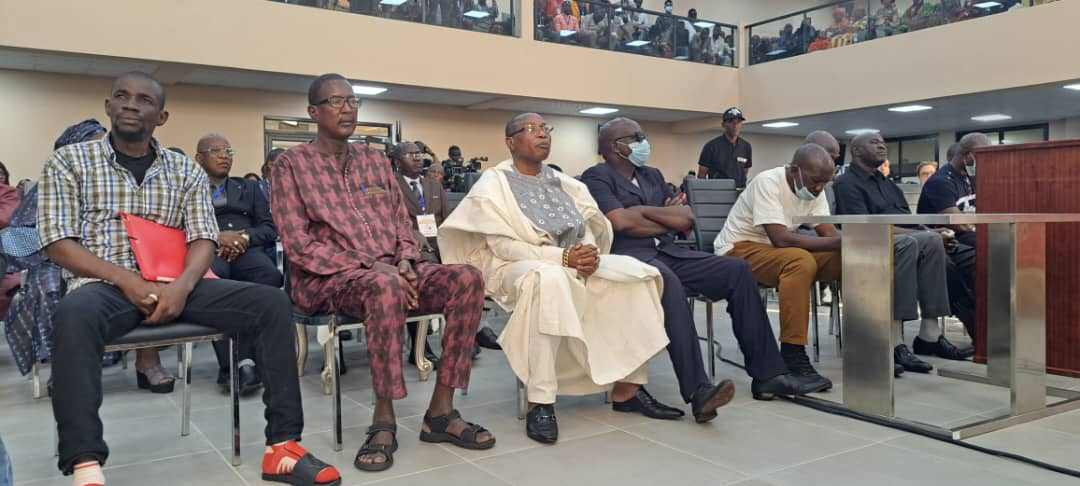

Claude Pivi né en 1960 à Nzérékoré, est un officier militaire guinéen.
Membre du Conseil national pour la démocratie et le développement et ministre chargé de la sécurité présidentielle sous la présidence de Moussa Dadis Camara.

## Biographie
Claude Pivi naît en 1960 à Nzérékoré. Il a d'abord une carrière sportive dans le karaté, disputant notamment les Championnats d'Afrique dans les années 1980. Il intègre l'Armée guinéenne en 1985 et enseigne le karaté à plusieurs militaires dont Aboubacar Sidiki Diakité. 
Sous la présidence de Lansana Conté, il est sergent-chef du bataillon autonome des troupes aéroportées. Il se révèle en tant que porte-parole des soldats lors d'une mutinerie en mai 2008. 
Il est nommé ministre par décret présidentiel le lendemain de la formation du gouvernement de Kabiné Komara le 31 décembre 2008. Il devient capitaine en avril 2009. Le journal Jeune Afrique évoque de fortes tensions entre membres du CNDD à la suite des événements du 28 septembre 2009.
Claude Pivi figure en vingtième position sur la liste de personnalités guinéennes soumises à interdiction d'entrée ou de passage en transit sur le territoire de l'Union européenne à la suite du massacre du 28 septembre 2009 au stade de Conakry, dans le but de sanctionner les membres du CNDD et les personnes associées, « qui sont responsables de la répression violente qui a eu lieu le 28 septembre 2009 ou de l’impasse politique dans laquelle se trouve le pays ». Il figure également à la suite de cette répression violente sur la liste établie par l'Union africaine, sanctionnant l'ensemble des membres du Conseil national pour la démocratie et le développement (CNDD) ainsi que des personnalités civiles par un refus d’accorder des visas, des restrictions sur les voyages et le gel des avoirs.

### Inculpation et condamnation à la perpétuité
Dans l'instruction ouverte par la justice guinéenne sur les événements du 28 septembre 2009, il a été inculpé par les juges d'instruction chargés de l'affaire le jeudi 27 juin 2013. En avril 2023, le procès lié aux événements du 28 septembre 2009 se poursuit devant le tribunal criminel de Dixinn délocalisé à la Cour d’appel de Conakry avec les témoignages des victimes.
En novembre 2023, après son évasion de la maison centrale de Conakry, orchestrée par un commando avec à sa tête Verny, un des fils de Claude Pivi, la junte dirigée par Mamadi Doumbouya promet une récompense de 54 000 euros, pour la capture de Claude Pivi,.
Le 31 juillet 2024, Claude Pivi est reconnu coupable de « crimes contre l’humanité » dans les massacres survenus en 2009 et condamné à la réclusion criminelle à perpétuité assortie d’une période de sûreté de vingt-cinq ans de prison et un mandat d'arrêt est décerné contre lui,.
Dans la soirée du 17 septembre 2024, Caude Pivi a été arrêté par la police à la frontière avec le Liberia,, envoyé à Monrovia avant d'être extradé par vol spécial sur Conakry dans la nuit du 17 au 18 septembre 2024. Depuis, il est détenu à la prison civile de Coyah.